# Zeynep Tufekci
Zeynep Tufekci ([zeɪnɛp tʊˈfɛktʃi]IPA; turecky Zeynep Tüfekçi) je turecká spisovatelka a techno-socioložka, která je známá hlavně díky svému výzkumu v oblasti sociálních dopadů vznikajících z technologií, jako jsou umělá inteligence a velká data, v kontextu politiky a společenské odpovědnosti firem. Je docentkou na UNC School of Information and Library Science (SILS) a pravidelná přispěvatelka do komentářové sekce v New York Times. Spolupracuje s katedrou sociologie na UNC a s Harvard Berkman Klein centrem pro internet a společnost.

## Biografie
Zeynep Tufekci se narodila v Istanbulu ve čtvrti Beyoğlu. V roce 1995 získala titul B.A. ze sociologie na Istanbulské univerzitě. Kromě toho má také bakalářský titul z programování na Bosphorus University. V roce 1999 získala magisterský titul a v roce 2004 Ph.D. na University of Texas v Austinu. Pracovala jako počítačová programátorka, než začala obracet svou pozornost na sociální dopady technologií a zaměřovat se na to, jak digitální a výpočetní technologie interaguje se sociální, politickou a kulturní dynamikou. Výzkum Dr. Tufekci se zabývá vztahy mezi technologiemi a společností. Její akademická práce se zaměřuje na sociální hnutí, participaci lidí na politickém procesu, soukromí, sledování a sociální interakci. Je také známá pro její práci o velkých datech a algoritmickém rozhodování. 
Od roku 2012 do roku 2013 byla členkou centra pro politiku informačních technologií na Princetonské universitě a v roce 2015 byla vybrána do programu Andrew Carnegie Fellows a obdržela grant v hodnotě $200,000. Na roky 2019 až 2024 obdržela Tufekci a další pracovníci z UNC grant od Knight Foundation v hodnotě 5 milionů dolarů na zřízení centra pro informace, technologie a veřejný život (The Center for Information, Technology, and Public Life).
Její kniha Twitter and Tear Gas: The Power and Fragility of Networked Protest, vydaná nakladatelstvím Yale press v roce 2017, zkoumá dynamiku, silné a slabé stránky sociálních hnutí ve 21. století.

## Publikace

### Akademické publikace
V květnu 2017 vydalo Tufekci vydavatelství Yale University Press knihu Twitter and Tear Gas: The Power and Fragility of Networked Protest. V knize se zabývá protesty a sociálními hnutí v době internetu, masových médií a sociálních sítí a vlivem těchto prostředků na jejich vznik a dosažené výsledky. Mezi případy které se v knize objevují, patří mimo jiné Zapatova armáda národního osvobození, hnutí Occupy Wall street nebo Protesty v Turecku v roce 2013. Ve své knize vychází nejen z vědeckých analýz, ale také ze zúčastněných pozorování.
Knihu „Inequity in the Technopolis: Race, Class, Gender, and the Digital Divide in Austin“ vydanou v roce 2012 editovala spolu s Josephem Straubhaarem, Jeremiahem Spencem a Robertou G. Lentz.
Napsala také množství akademických publikací převážně na téma sociálních medií a sociálního prostředí internetu. Zabývá se v nich digitální nerovností, zneužitím a využitím sociálních médií a experimenty provedenými na toto téma.
V roce 2014 publikovala práci s názvem Algorithmic Harms Beyond Facebook and Google: Emergent Challenges of Computational Agency popisuje experiment provedený v roce 2012 na Facebooku. Jeffrey T. Hancock a jeho student Jamie Guillory spolu se zaměstnancem Facebooku se pokusili, pomocí experimentu zobrazujícímu různým uživatelům jiný obsah, ukázat možnosti manipulace společnosti.
V další práci publikované pod názvem "Not This One": Social Movements, the Attention Economy, and Microcelebrity Networked Activism se zabývá tématem pozornosti společnosti a jejího rozdělení vzhledem k sociálním sociálním sítím a dalším mediím. Popisuje provedené studie a otázky budoucího objevování v této oblasti.

### Publicistické články
Tufekci pravidelně přispívá do New York Times, kromě toho publikuje i v dalších časopisech.
V březnu 2018 napsala v New York Times, že „YouTube může být jedním z nejsilnějších radikalizujících nástrojů 21. století.“ Citovala nárůst konspiračních videí během Trumpovy vlády a zejména po střelbě na střední škole Marjory Stoneman Douglas v Parklandu na Floridě.
V lednu 2018 napsala příběh pro časopis Wired s názvem "It's the (Democracy-Poisoning) Golden Age of Free Speech." Od té doby napsala pro Wired více článků.
Od února roku 2019 píše články pro populárně-vědecký časopis The Scientific American. Jedním z nich je příběh o sociologickém versus psychologickém pohledu na téma populárního seriálu Hra o trůny s názvem "The Real Reason Fans Hate the Last Season of Game of Thrones."
Mezi další média, která zveřejnila práci Dr. Zeynep Tufekci, patří také MIT Technology Review, Washington Post, The Guardian nebo magazíny The Economist, The Atlantic a Forbes. 

## Přednášky a projevy
V říjnu 2014 přednesla svůj první TED projev na konferenci TEDGlobal v Riu de Janeiru. V projevu s názvem „Online social change: easy to organize, hard to win“ se věnovala organizaci sociálních hnutí v době masových médií a internetu. Masová komunikace podle ní usnadnila zformování velkých hnutí, nicméně často nepřináší větší dopad. Jako jeden z hlavních důvodů uvádí absenci funkční organizace a strategického plánu, které hnutí formovaná před rozvojem internetu měla.
Její další TED projev s názvem „Machine intelligence makes human morals more important“, který proběhl v červnu 2016 na konferenci TEDSummit v Albertě, se věnoval negativním sociálním dopadům strojového učení a rozhodování počítačů, například na negativní dopady strojového učení na sociální sítě nebo jeho využití při hledání potenciálně vhodných zaměstnanců. Upozornila také na rostoucí význam lidské morálky v době strojového a umělé inteligence.
Třetí projev přednesla v září roku 2017 v New Yorku. Tématem bylo využívání sociálních médií a internetu k ovlivňování společnosti. Popisovala fungování algoritmů, které upravují obsah, tak aby zvýšili pravděpodobnost, že uživatel bude sledovat další příspěvky nebo přispěje na volební kampaň. Velké nebezpečí vidí Tufekci ve využití podobných algoritmů k ovlivnění voličů, aniž by to bylo viditelné pro celou společnost.
Na podzim roku 2017 přednesla Tufekci přednášku s názvem Democracy vs. Clickbait, kde tvrdila, že podle jejích výpočtů, vydělává firma Facebook pouze 10 až 20 USD za jednoho uživatele za rok. „Naúčtujte mi to,“ navrhla, „a udělejte ze mě zákazníka.“
Byla také uvedena ve zvláštním článku v týdeníku The Economist o technologii a politice, v němž tvrdí, že politické kampaně cílí na čím dál tím přesněji zvolenou skupinu voličů a tím se zužuje „veřejná sféra“, v níž se koná veřejná občanská debata.